# 人民文学出版社

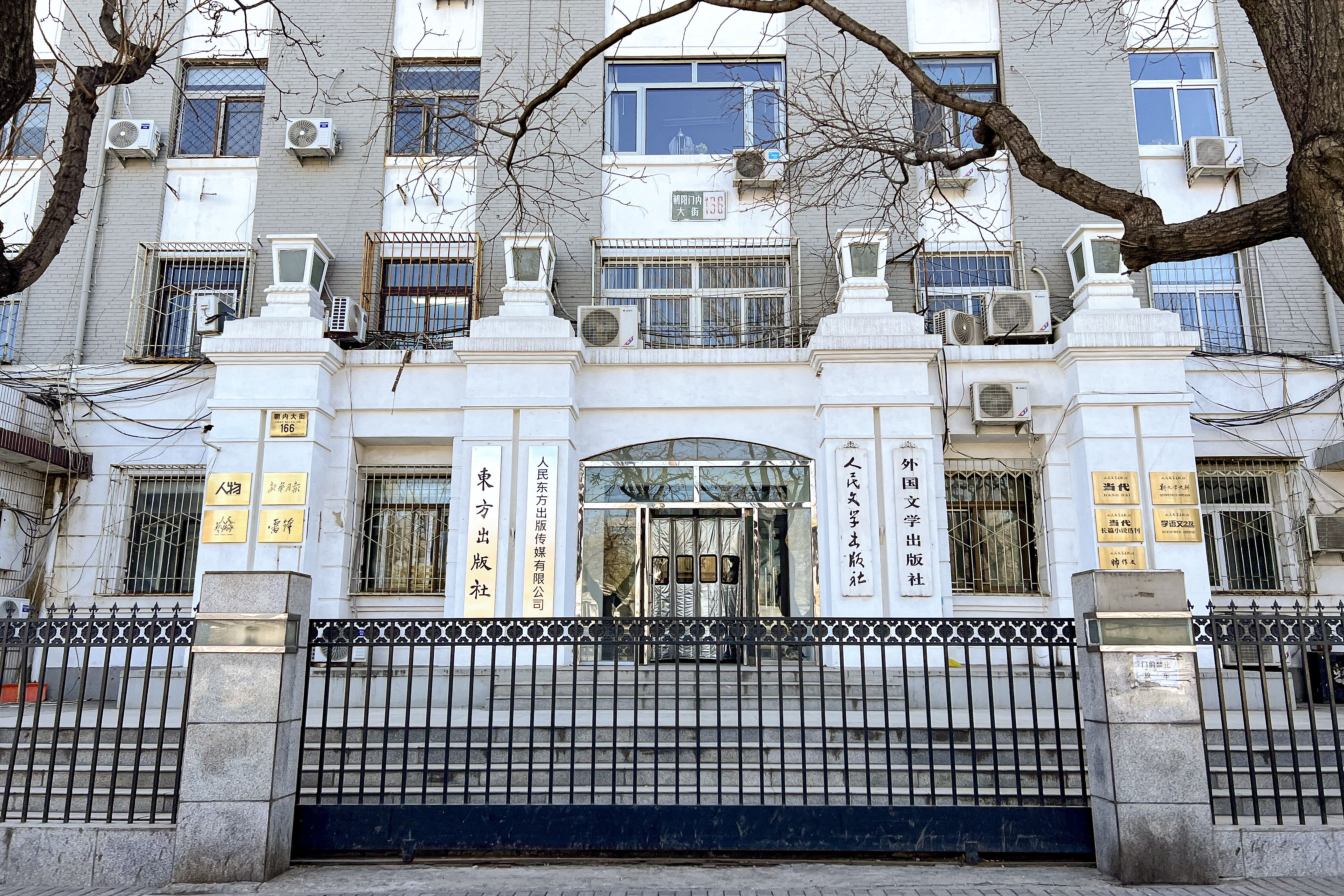
人民文学出版社正门

人民文学出版社是中华人民共和国的国家级文学专业出版机构，成立于1951年。国际标准书号代码为978-7-02。现为中国出版集团下属出版社。
其首任社长兼总编辑为冯雪峰，现任社长是臧永清。人民文学出版社至今为止出版了13000多种图书，包括3000多种翻译的文学作品。除当今文学作品外该出版社也从事出版经典著作，包括中外著名作家的文集和全集图书。
它还出版《中华文学选刊》等五种文学报刊。下属天天出版社并控股出版机构九久读书人。
人民文学出版社使用过的副牌出版社有：外国文学出版社（1979年6月-2009年）、上海鲁迅著作编刊社、时代出版社、天下出版社、作家出版社（1953年11月-1958年8月、1960年12月-1980年1月）、通俗文艺出版社、文学古籍刊行社、艺术出版社、中国戏剧出版社（1960年12月-1980年1月）、宝文堂书店（1958年7月至1960年10月）、人民文学出版社上海分社（1964年4月至1970年12月由上海文艺出版社改）、音樂出版社（1966年至1974年8月）、
2009年被新闻出版署评选为全国百佳图书出版单位（文艺类）。

## 历任社长
- 冯雪峰
- 王任叔
- 严文井
- 韦君宜
- 孟伟哉
- 陈早春
- 聂震宁
- 刘玉山
- 潘凯雄
- 管士光
- 臧永清

## 著名出版書籍
- 《魯迅全集》
- 《郭沫若全集·文學編》
- 《茅盾全集》
- 《巴金全集》
- 《老舍文集》
- 《莎士比亞全集》
- 《歌德文集》
- 《高尔基文集》
- 《塞萬提斯文集》
- 《肖洛霍夫文集》（金人、草嬰、孫美玲等譯）
- 《歐·亨利小說全集》（王永年譯）
- 《哈利·波特》 (苏农、马爱农、马爱新譯)
- 《神曲》（田德望譯）
- 《中国农民调查》
- 《伊利亚特》（罗念生、王煥生译）
- 《围城》(钱锺书)
- 《宋诗选注》 (钱锺书註)
- 《四大名著》
- 《卡夫卡小說全集》
- 《白鹿原》 (陳忠實著)
- 《我与地坛》(史鐵生著)
- 《世界文学名著文库》系列，其中部分重版为《名著名譯插圖本》